# Олерский, Александр
Александр Олерский (эст. Aleksandr Olerski; 18 мая 1973, Палдиски — 21 октября 2011) — эстонский футболист, нападающий. Выступал за национальную сборную Эстонии.

## Биография

### Клубная карьера
Воспитанник таллинского футбольного клуба «Пуума», первые тренеры — Александр Пак, Виталий Кобашов. На взрослом уровне начал выступать в 1992 году в высшей лиге Эстонии в составе таллинского клуба «Вигри», переименованного на следующий год в «Тевалте». В ходе сезона 1993/94 перешёл в «Николь» (позднее клуб носил названия «Лантана-Марлекор», «Тевалте-Марлекор», «Марлекор», «ТФМК»), провёл в клубе четыре сезона, становился серебряным и бронзовым призёром чемпионата. В сезоне 1995/96 стал лучшим бомбардиром своего клуба с 8 голами. В сезоне 1997/98 выступал за «Таллинна Садам» и стал серебряным призёром первенства. В 1999 году снова играл за «ТФМК».
В конце карьеры вернулся в клуб «Пуума» и выступал за него в низших дивизионах.

### Карьера в сборной
В составе национальной сборной Эстонии дебютировал 21 февраля 1993 года в матче против Латвии. Свой второй и последний матч за национальную команду сыграл 7 апреля 1993 года против Словении.
Помимо этого, сыграл два матча за молодёжную сборную Эстонии.

## Личная жизнь
Скончался 21 октября 2011 года в возрасте 38 лет от сердечного приступа. У него осталась дочь.

## Достижения
- Серебряный призёр чемпионата Эстонии (2): 1994/95, 1997/98
- Бронзовый призёр чемпионата Эстонии (2): 1993/94, 1995/96